# 1751
Перша наукова революція •  Просвітництво • Глухівський період в історії Гетьманщини •  Російська імперія

## Геополітична ситуація
Османську імперію очолює Махмуд I (до 1754). Під владою османського султана перебувають Близький Схід та Єгипет, Середземноморське узбережжя Північної Африки, частина Закавказзя, значні території в Європі: Греція, Болгарія та Сербія. Васалами османів є Волощина та Молдова.
Священна Римська імперія охоплює, крім німецьких земель, Угорщину з Хорватією, Трансильванію, Богемію, Північну Італію, Австрійські Нідерланди. Її імператор — Франц I (до 1765). Марія-Терезія має титул королеви Угорщини. Королем Пруссії є Фрідріх II (до 1786).
На передові позиції в Європі вийшла Франція, якою править Людовик XV (до 1774). Франція має колонії в Північній Америці та Індії. В Іспанії королює Фернандо VI (до 1759). Королівству Іспанія належать південь Італії, Нова Іспанія, Нова Гранада та Віцекоролівство Перу в Америці, Філіппіни. На троні Португалії Жуана V змінив Жозе I (до 1777). Португалія має володіння в Бразилії, в Африці, в Індії, в Індійському океані й Індонезії.
Північ Нідерландів займає Республіка Об'єднаних провінцій. Вона має колонії в Північній Америці, Індонезії, на Формозі та на Цейлоні. Великою Британією править Георг II (до 1760). Британія має колонії в Північній Америці, на Карибах та в Індії. Король Данії та Норвегії — Фредерік V (до 1766), на шведському Фредеріка I змінив Адольф Фредерік (до 1771). На Апеннінському півострові незалежні Венеціанська республіка та Папська область. У Речі Посполитій королює Август III Фрідріх (до 1763). На троні Російської імперії сидить Єлизавета Петрівна (до 1761).
Україну розділено по Дніпру між Річчю Посполитою та Російською імперією. Гетьман України — Кирило Розумовський. Нова Січ є пристановищем козаків. Існує Кримське ханство, якому підвладна Ногайська орда.
В Ірані фактично править династія Зандів при номінальному правлінні сефевіда Ісмаїла III.
Значними державами Індостану є Імперія Великих Моголів, Імперія Маратха. В Китаї править Династія Цін. У Японії триває період Едо.

## Події

### В Україні
- Кошовим отаманом Запорозької Січі став Василь Сич.

### У світі
- Джорджія змінила статус території під управлінням тресту довірчих осіб до провінції Британської імперії. Відновлено рабство.
- Після смерті батька новим штатгальтером Нідерландів формально став трирічний Вільгельм V Оранський.
- Помер останній король Швеції з Гессенської династії Фредерік I Гессенський, королем став Адольф Фредерік з Гольштейн-Готорпської династії.
- Парламент Великої Британії пирийняв рішення про перехід на григоріанський календар. Святкування Нового року перенесли на 1 січня.
- Помер принц Уельський Фредерік, новим принцом Уельським став його 12-річний син Джордж.
- У ході Другої Карнатікської війни британські війська під командою Роберта Клайва та їхні місцеві союзники виграли битву при Арні у французів з місцевими союзниками.
- У Відні засновано Терезіанську академію.

### Наука та культура
- Видано перший том французької «Енциклопедії» під редакцією Дідро та Д'Аламбера.
- Аксель Кронштедт виділив хімічний елемент Нікель.
- Карл Лінней опублікував «Філософію ботаніки».
- Бенджамін Франклін надрукував «Досліди і спостереження над електрикою».
- Медаль Коплі отримав Джон Кентон за демонстрацію методу виготовлення штучних магнітів.
- Тобаяс Смоллетт видав «Пригоди Переґріна Пікля».
- Вольтер опублікував філософську працю «Доба Людовика XIV».
- Завершилося будівництво сакрального комплексу Кальварія у Банській Штявниці.
- У Парижі відбулася «війна буфонів» — суперечка між прихильниками французької та італійської музики.

## Народились
- 15 січня, Розумовський Петро Кирилович — син гетьмана Кирила Розумовського, російський військовий та державний діяч.
- 16 березня, Джеймс Медісон — 4-й президент США.
- 24 березня, Хосе де Рібас — перший градоначальник Одеси.
- 9 липня, Шереметєв Микола Петрович — російський граф, офіцер, музикант та меценат.
- 28 жовтня (імовірна дата) Бортнянський Дмитро Степанович — український музикант, співак та композитор.

див. також Категорія:Народились 1751

## Померли
- Фредерік I Гессенський — король Швеції.
- (дата невідома) Селямет II Ґерай — кримський хан у 1739—1743 роках.

див. також Категорія:Померли 1751